# Till Eulenspiegel (1936)
Der Film Till Eulenspiegel ist eine deutsche Quadrologie von Theo Lingen u. a. aus dem Jahre 1936, in der die historische Figur Till Eulenspiegel in ausgewählten Handlungen durch Theo Lingen selbst dargestellt wird. Es gilt als eine der besten Till-Eulenspiegel-Verfilmungen in gereimter Form.

## Handlung

### Wie Eulenspiegel zu Marburg den Landgrafen malte .....
Till reitet auf einem Esel in die Stadt Marburg und kehr mitsamt dem Esel ins Gasthaus und überzeugt die Wirtin, dass der Esel klug wie ein Mensch sei und deshalb auch dort sein Essen haben könne. So geschehen doch andere haben zugehört und berichten dem Rat zu Marburg von dem klugen Tier, was alsdann vor den Rat zitiert wird, um seine Lesekunst zu beweisen. Der Esel liest aus dem Buch die Buchstaben I. und A., was zur Empörung führt und den Till ins Gefängnis bringt. Doch dort nicht untätig erfährt er von der Umtriebigkeit der landgräflichen Familie, die er dann als fingierter Maler sogleich ins Visier nimmt. Er soll den Grafen malen. Bei der Vorführung des Bildes sagt er der landgräflichen Familie, nur wer ein reines Gewissen hätte, könne das Bild sehen. Natürlich kann die landgräfliche Familie das Bild sehen und bewundert es in allen Zügen, doch der Narr klärt auf, die Wand sei weiß wie Schnee.

### Wie Eulenspiegel ein Urteil sprach …
Im Lande übernachtet Till in einem Heuhaufen vor dem zwei Diebe schnarchen. Er lauscht ihren geheimen Diebesplan und mischt sich ein. Einen Korb, den schwersten, wollen sie vom Gut stehlen und dem Klausenwirt in Trier verkaufen. Till versteckt sich im Korb und wird in der Nacht davon getragen. Er reizt die beiden Diebe beim Schleppen des Korbes sich zu streiten und verjagt sie durch sein Erscheinen. Den Korb bringt er in die Stadt zu Klausenwirt. Dort streitet die Töpferin mit dem Wirt, denn sie hat seinen verlorenen Beutel mit 800 Gulden gefunden und wünscht den ausgeschriebenen Finderlohn von 100 Gulden zu erhalten, doch der Wirt nicht dumm, behauptet, im Beutel wären 900 Gulden gewesen und sie hätte den Finderlohn schon entnommen und möchte den Finderlohn zweimal. So wird der Beutel vom Gerichtsdiener in Verwahrung genommen und dem Gericht übergeben. Ärgerlich darüber zerschlägt der Wirt der Töpferin einige Töpfe. Till spricht sich mit ihr ab und geht in die Schenke. Dort bestellt er sein Leibgericht, ein Huhn. Man kann nur FÜR Geld etwas essen und Till nimmt es wörtlich, als er seinen Gewinn einfordert nach dem Mahl. Geschockt gibt sich der Wirt, doch Till deutet draußen auf den gestohlenen Korb und der Wirt bezahlt. Gesicht überzeugt Till den Wirt, er könne die verfluchte Töpferin mit Kraft seines Geistes zwingen, dass sie ihre Töpfe selbst zerschlägt. Doch dafür lässt Till sich bezahlen. Till und die Töpferin überzeugen in einem Schauspiel den Wirt von Tills Kräften. Till gibt ihr das Geld, das er dem Wirt vorher dafür abnahm. Begeistert bittet der Wirt Till, ihn bei der Gerichtsverhandlung zu vertreten. Till tritt dort als Strafrechtslehrer auf. Die Töpferin behauptet, es seien nur 800 Gulden im Beutel, der Wirt wird vom Till überlistet, die 900 verlorenen Gulden anzuzeigen. Geschickt lässt Till beide dies schnell beschwören, doch nun stand die Meineidsfrage im Raum und wer zu bestrafen dafür sei. Geschickt behauptet Till, des könne nicht derselbe Beutel sein, denn bezeugt hatte einer 800 Gulden und der andere bezeugt 900 Gulden. Damit bekäme die Töpferin den Beutel als Finderin und müsse ihn nur ein Jahr aufbewahren, bevor er ihr Eigentum würde. Entsetzt verlässt der Wirt das Gericht.

### Wie Eulenspiegel den Neunmalweisen Rede und Antwort steht …
Auf einem Karren mit Erde, auf dem Till sitzt, fährt er über die Landesgrenze in das Land von Kopenhagen, in dem ihm verboten ist, den Landesboden zu betreten. Auf der Reise begegnet er einem Gelehrten, der ihn eilig überholt, um auf dem Kongress der Neunmalweisen teilzunehmen. Till rät zu reisen mit Weile statt Eile, doch die Warnung wird ignoriert. Kurze Zeit später überholt der langsam reisende Till das verunglückte Gefährt des Gelehrten und weigert sich, ihn mitzunehmen, weil er eile mit Weile, der andere aber habe Eile. Angekommen in Kopenhagen erkennt ihn der König sofort und stellt ihn zur Rede, wie er denn trotz Verbot des Landes einreisen könne. Doch Till verweist auf die Erde aus Schleswig in seinem Karren, auf dem er stand, er hätte das Land von Kopenhagen nie betreten. Amüsiert erweist sich der König gnädig unter der Voraussetzung, dass er auf dem Kongresse drei Fragen richtig räts und eine stelle, die niemand lösen könne. Damit erhielte Till seine Freiheit wieder und damit er schneller das Land verlassen könne, würde ihm der König den besten Hofbeschlage schenken. In der ersten Frage soll Till beantworten, wieweit es von hier bis zum Himmel sei. Die Antwort ist, dass die Entfernung ist so weit, wie von hier der Schall der Stimme verstanden werden könne [Physikalisch sogar richtig!]. Wer es nicht glaube, könne hinauffahren und es selber hören. In der zweiten Frage soll Till die Tropfenzahl des Meeres bestimmen. Doch Till verlangt die Hilfe des Weisen, sie mögen alle Wasser anhalten, dann würde er die Tropfen alle Zählen, doch mache es ihnen Qual, denn sie könnten ihr Wasser nicht halten. Als Drittes soll Till den Mittelpunkt der Welt bestimmen und findet ihn glatt unter dem Sitz des Ratsvorsitzenden. Nun stellt Till seine Frage: Wenn der Mensch ein drittes Auge hätte, wo säße dieses wohl am besten? Der Rat verräts und Till weist auf die Fingerspitze mit der beweglichen Hand, so dass Lug und Trug schnell aufgedeckt wären. Als Till Kopenhagen verlassen soll, holt er sich seine Hufeisen ab, die er natürlich aus Gold machen ließ, denn es sollten die besten sein, wie der König ihm auftrug.

### Wie Eulenspiegel sich einmal erbot zu fliegen …
Ruhend im Wald wird Till von Sonntagsjägern ein Loch in den Hut geschossen. Zur Versöhnung laden sie ihn zum Gelage ein. Till errät, es sind die Herren vom Rat, die offenbar in der Schonzeit Hasen schießen. Von diesen erfährt er, dass die Ratsherrn vom Bürgermeister wie normale Bürger behandelt werden. Raffiniert bindet er ihnen die Geschichte mit den geheimen Kräften auf, er könne heimlich die geschossenen Hasen am Zoll vorbei in die Stadt schmuggeln, nur brauche er einen Jagdhund. Till kommt an den Zollmann, der natürlich in den Sack schauen will, doch Till will es verwehren, denn es sei nichts Zollpflichtiges, sondern nur ein Hund. Der Sack wird geöffnet und der Hund springt raus, der sodann in den Wald läuft. Till beschwert sich, es sei nicht sein Hund, sondern ein Hund des Rates, den er nun wieder einfangen müsse. Till verschwindet im Wald und kommt erneut mit dem Sack zum Zoll. Dieser nimmt nun an, es sei wieder der Hund darin und lässt ihn unbesehen passieren, doch dieses Mal sind es die geschossenen Haasen des Rates im Sack und der Hund ist im Wald angebunden. Genarrt sind die Herren vom Rat von seinen Fähigkeiten und bitten Till, doch auch einmal den Bürgermeister in die Zwänge zu nehmen. Till behauptet, er könne fliegen und er könne alle zwingen zu tun, was er wolle. Vorgestellt wird Till dem Bürgermeister als unglaubwürdiger Wundermann. Der Bürgermeister will ihn testen und stellt ihn auf die Probe, wie er die Simulanten aus dem Hospital bekommen könne. Till erzählt dort allen Kranken, um sie zuretten, müsse er einen von ihn verbrennen und die Asche in eine Flasche mit einem Getränk vermischen, das das universelle Heilmittel sei. Er würde alle draußen zu sich rufen, um zu sehen, wer der Kränkste sei, der verbrannt werden müsse. Vor dem Hospital wartet der Bürgermeister auf Till. Till ruft und der Bürgermeister sieht, wie alle Simulanten das Hospital in Panik verlassen. Der Rat will nun darauf, dass der Rat frei von den Zöllen sei. Der Rat irre nicht, wie der Bürgermeister an den Fähigkeiten vom Till sehen konnte. Doch der Bürgermeister weigert sich vehement. Nun soll Till Gold machen und der Bürgermeister glaubt nichts, scherzend, Till könne wohl noch auch noch fliegen. Der Rat, der von Tills Fähigkeiten vollkommen überzeugt ist, erinnert sich, dass Till sagte, er könne fliegen und fordert ihn auf, es zu beweisen vor den Bürgern der Stadt. Erneut scherzt der Bürgermeister, den Ratsherren sollte wohl doch mal Till Eulenspiegel erscheinen, nichts ahnend, wen er vor sich hat. Doch Till schlägt ein, er würde zeigen, wie er fliegen könne. Der Rat will es sich nicht nehmen lassen, dem Volke vorher eine Ansprache zu machen, um seine Überlegenheit den Bürgern zu zeigen. Till hypnotisiert mit seinem Erscheinen die Bürger und verlacht sie am Ende, wie dumm man doch sein könne, so etwas zu glauben. Blamiert seht der Rat dar. Erneut muss Till fliehen, und der Bürgermeister lernt am Schluss, dass ihm sein Wunsch doch erfüllt wurde: „Zuweilen hilft doch Gott den Frommen.“

## Einordnung des Films
Eine der besten Verfilmungen „Till Eulenspiegel“ ist als Quadrologie von und mit Theo Lingen im Jahr 1936 entstanden. Sie setzt sich zusammen aus den jeweiligen Teilen „Wie Eulenspiegel zu Marburg den Landgrafen malte .....“ (sic!), „Wie Eulenspiegel ein Urteil sprach …“, „Wie Eulenspiegel den Neunmalweisen Rede und Antwort steht …“ und „Wie Eulenspiegel sich einmal erbot zu fliegen …“, wobei in jedem Teilfilm mehr als ein Scherz dargestellt wird. Entstanden im 6. Jahr nach Einführung des Tonfilms verwendet Theo Lingen eine durchgehend gereimte Sprechform in der Handlung, wobei der Reim im Dialog über verschiedene Personen fliegt und dem Film einen speziellen Witz verleiht, jedoch innerhalb der Handlung als natürliche Form der Kommunikation erscheint. Theo Lingen verleiht der Figur Till Eulenspiegel mit seiner federnd leichten und überlegenen Art genau den passenden Charakter. Auch die übrigen Darsteller treffen bestens ihre Rollen und fügen sich nahtlos in das historische Szenenbild ein. Die Filmmusik von Eduard Künneke ist passend zu jeder Handlung geschrieben und bildet mit ihr ein Ganzes.